# Brunissement de l'olive
Le brunissement de l'olive est un phénomène complexe dont on connait mal l'origine. Plusieurs facteurs sont en cause. Cette atteinte de l'olive provoque des dégâts économiques importants. Selon les autorités interprofessionnelles de l'olive, les dégâts économiques sont estimés à 80% dans certains vergers, en France.

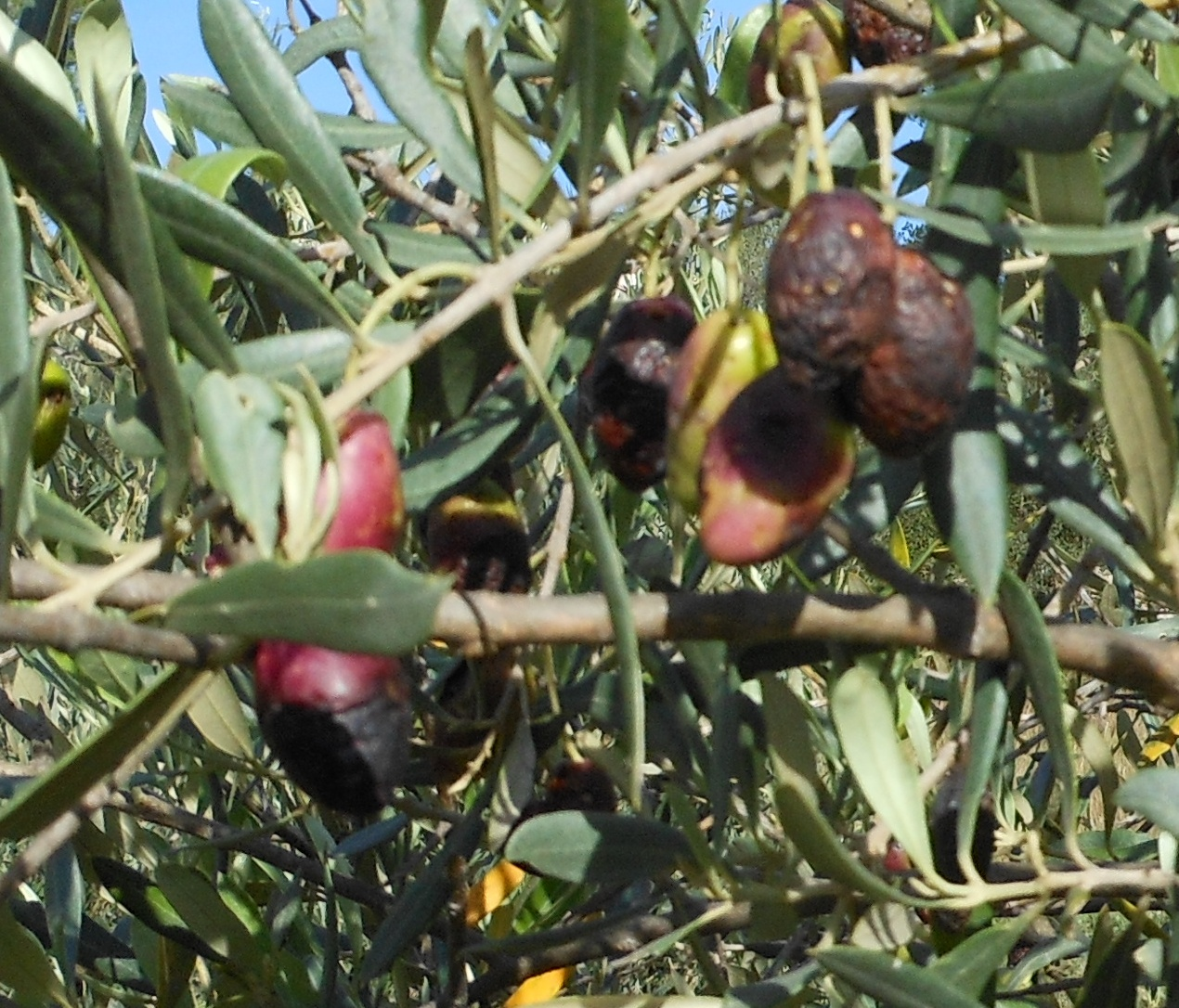
Olives picholines endommagées en France (Claret, Hérault) en octobre 2014 : piqûres de Bactrocera, dalmaticose et brunissement.

## Origine
L'origine du "brunissement" de l'olive a été démontrée en 2014 par Jean Lecomte, auteur du livre Lutter naturellement contre la mouche de l'Olive et expliqué dans les  pages 168 & 169 (avec photographies) - par la chute de poussières originaires du MAGHREB. Plusieurs tornades ont eu lieu en Algérie en 2014, dont celle de  El Esnam (près de Bouira) le 14 juin 2014; le journaliste local Hafid Ben saoudi mentionne que des oliviers ont été déracinés, des fils électriques arrachés et que les habitants du village « ont vécu une soirée apocalyptique. » « des champs de blé ont été rasés, les portes et fenêtres ont été détachées des murs... » « Le chien de mr. Belkacemi qui était attaché a été emporté par la tornade »..... « Les arbres sont à terre ainsi que des oliviers centenaires... » Le problème est que la terre s'est élevée très haut avec les conidies du sol, puis elle a été transportée en altitude avec les spores. Le vent de sud a traversé la Méditerranée et les nombreuses pluies de juin et juillet 2014 ont fait chuter ces poussières et les spores sont tombées sur les oliviers avec les pluies . Ces spores ont germé sur les olives un peu partout en Provence et en Languedoc-Roussillon, provoquant l'apparition de nombreuses marques en écussons typique du champignon Gleosporium olivarum, mais aussi celui Camarosporium dalmaticum. Les journaux du midi de la France ont relaté ces chutes de sables mais pas la présence de spores envahissantes sur les olives. Des cultures sur gélose et boites de Pétri ont été faites qui ont confirmé la contamination par ces deux champignons.  

## Symptômes
Les olives touchées prennent une couleur sombre, se nécrosent en partant de la ponte, pourrissent et tombent. Elles peuvent cependant rester un certain temps accrochées dans l'arbre. Quand on ouvre une olive brunie, l'intérieur est noirâtre et spongieux. L'aspect est peu engageant.

## Rôle de la paroi de la cellule végétale
Dans le monde végétal, il existe, autour des cellules une structure pariétale (exception faite des cryptogames, des plasmodes des Myxomycètes...). Cette structure crée un véritable milieu intérieur dans lequel la cellule végétale puise les éléments nécessaires à son métabolisme et rejette des composés découlant de son activité (déchets, sécrétions).
La paroi cellulaire comprend plusieurs couches : 
- la cuticule (composée de cutine et de plateaux de cire), rendant la paroi imperméable aux agent pathogènes,
- la couche de polysaccharides et de pectines,
- la couche pectocellulosique (pectine et celluloses).

C'est un polymère complexe, souple et rigide à la fois, où les ions calcium établissent des ponts entre les fibrilles de cellulose. Elle joue un rôle protecteur, c'est un rempart contre les agressions du milieu extérieur. Le Bore et le Calcium jouent un rôle primordial. La déficience de l'un ou de l'autre entraînent l'affaiblissement de la paroi et, donc, la vitrescence. La paroi de la cellule (ne pas confondre avec le cytoplasme) s'oppose à la pression osmotique interne à la cellule. L'éclatement de la paroi, lorsque celle-ci est fragilisée et se fragmente, entraîne le déchirement de la membrane cellulaire et la mort de la cellule, l'Apoptose.

### Carences minérales
La carence en calcium est avancée pour expliquer le brunissement. Cette carence affecte le développement de la paroi des cellules entraînant les phénomènes d'apoptose et de vitrescence. Il y a un lien entre la concentration en bore et le calcium. Le bore joue un rôle important dans les processus de croissance cellulaire des organes végétaux, intervenant dans les processus de lignification.

## Causes probables
Les causes de ce brunissement sont multiples. Le brunissement affecte plus particulièrement certaines olives issues des cultivars Salonenque, Aglandale (olive Aglandau), Tanche, Bouteillan et Cayon.
Il a été noté que les années de forte pluviosité, comme cet été 2014, le phénomène a touché un grand nombre de vergers français, en même temps que la dalmaticose. On ne peut confondre les deux maladies, la dalmaticose produisant la momification du fruit qui se dessèche, se ratatine et reste pendu par son pédoncule sec.

### Humidité excessive
Il a été noté que la pluviométrie excessive ou l'irrigation des arbres pouvait être corrélée avec le brunissement. Mais « les connaissances actuelles ne permettent pas de déterminer les relations de cause à effet existant entre la stagnation de l'eau dans le sol et le développement du brunissement ».

### Apport en bore au fruit
L'olive est nourrie par les vaisseaux du pédicelle (queue de l'olive) qui apporte, en particulier, le bore. Les chercheurs ont mis en évidence une décroissance de la teneur de cet élément vers la pointe de l'olive (côté opposé au pédicelle). Ce qui explique le développement du brunissement qui par de la pointe et progresse vers le pédicelle.

### Maladie cryptogamique
Un champignon microscopique, l'Alternaria spp. est largement présent dans les olives atteintes (selon des analyses mycologiques). Ce champignon est largement répandu. Est-il la cause ou la conséquence ?
Ce champignon est largement répandu, saprophyte ou pathogène opportuniste, il envahit la drupe (olive) affaiblie et s'y installe, contribuant à la nécrose du fruit.

## Lutte contre le brunissement
La lutte contre le brunissement a été décrite dans un article  de deux chercheurs qui précisent qu'en attendant des confirmations scientifiques il convient de(') :
« 
- éviter les tailles trop fortes qui favorisent les poussées végétatives trop vigoureuses,
- éviter les excès d'azote qui produisent le même effet et fragilisent la mise en place des parois cellulaires (des fruits, en particulier),
- éviter une irrigation trop importante qui entraîne un lessivage du bore tellurique et donc une déficience dans son transport jusqu'aux parois cellulaires des olives,
- traiter la frondaison des oliviers avec une solution de bore (3 l/ha) 4 fois début juin, début juillet, début août et début septembre.

Il ne faut pas laisser s'installer la carence. »

## Importance économique
Les olives atteintes sont impropres à tout usage alimentaire, que ce soit pour la conserverie (olives de bouche) ou l'huilerie (huile d'olive).